# Metropole (církevní jurisdikce)

Obecný typ erbu metropolitního arcibiskupa v západní církvi

Metropolitní církevní jurisdikce nebo metropolitní arcidiecéze je biskupský stolec, jehož biskup je metropolitním biskupem církevní provincie. Metropole jsou historicky významná města ve svých provinciích. 

## Východní křesťanství

### Pravoslaví
Ve východních pravoslavných církvích je metropole (také nazývaná metropolie nebo metropolitát) vedle eparchie, exarchátu a arcidiecéze typem diecéze.
V církvích řeckého pravoslaví je každá diecéze metropolí, v jejímž čele stojí metropolita, zatímco pomocní biskupové jsou jedinými nemetropolitními biskupy.
V neřeckých pravoslavných církvích, především slovanských, mají titul metropolity hlavy autokefálních církví nebo několika významných biskupských sídel.

### Východní katolické církve
Ve východních katolických církvích je metropolitát autonomní církev nižší kategorie než patriarchální a významné arcibiskupské církve a v jeho čele stojí jediný metropolita trvalého biskupského stolce.

## Západní katolická církev

### Základní charakteristika
V latinské nebo západní církvi katolické církve je metropolitní stolec hlavním biskupským stolcem církevní provincie. Jeho ordinářem je metropolitní arcibiskup a samotný stolec je arcidiecézí. Má alespoň jednu sufragánní diecézi.
Existuje jen velmi málo sufragánních stolců, které mají hodnost arcidiecéze, například avignonská arcidiecéze, která je sufragánem marseillské arcidiecéze. Ostatní nemetropolitní arcidiecéze podléhají přímo Svatému stolci a nejsou přičleněny k žádné církevní provincii. O takových (arci)diecézích se hovoří jako o exemptních.

### Historie
Metropolitní sídla vznikala v kontextu strukturované územní organizace katolické církve: zejména biskupové velkých měst přijímali titul metropolity a vůči nim měli kanonické povinnosti i biskupové sufragánních diecézí se sídlem v menších městech téže církevní provincie. Původně byla metropolitní sídla v každé římské provincii a shodovala se s hlavním městem provincie. Tuto organizaci, která existovala již ve 3. století, potvrdil Nicejský koncil v roce 325. Lze si všimnout, že metropolitní stolce se shodovaly s primátními stolci. Na Západě měl právo uznat diecézi za metropolitní stolec římský biskup. Podle nicejského koncilu museli všichni sufragánní biskupové získat uznání metropolity své provincie, jinak by jejich volba byla neplatná. Ke konci 5. století se objevil rozdíl mezi primasem a metropolitou, s množením církevních provincií se titul metropolity zpravidla vztahoval na nejstarší stolice, i když se nacházely v malých městech. Koncil ve Valencii v roce 855 svěřil metropolitům právo dohlížet na zvyky a pověst sufragánních biskupů. Ve starověku měl metropolita právo na uznání metropolity nicejským koncilem.
V dávných dobách měl metropolita právo svolat a předsedat provinční synodě, které se měli účastnit sufragánní biskupové. Tyto provinční sněmy se konaly poměrně často, nyní francouzský národní koncil v roce 1408 stanovil, že je metropolita musí svolávat každoročně. Poté, co tridentský koncil stanovil povinnost rezidence pro biskupy, dostal metropolita právo dohlížet na sufragánní biskupy. Stejná rada stanovila, že provinční rady se budou konat každé tři roky.

### Užití
Po reformách, které přinesl II. vatikánský koncil, jsou vztahy mezi metropolitou a sufragánními sezeními téměř výhradně formální povahy; Kodex kanonického práva metropolitovi přisuzuje jen několik omezených funkcí:
- bdít nad vírou a církevní kázní a informovat římského papeže o zneužívání;
- provést se souhlasem Apoštolského stolce kanonickou vizitaci v případě, že ji biskup sufragánní diecéze zanedbá;
- jmenovat diecézního administrátora sufragánní diecéze, která se uvolnila, pokud není jmenován do osmi dnů;
- jmenovat církevní odvolací soud pro řízení ukončená v prvním stupni v jedné ze sufragánních diecézí.[12]